# Hélène van Zuylen
Hélène van Zuylen van Nijevelt van de Haar o Hélène de Zuylen de Nyevelt de Haar, nacida de Rothschild (París, 21 de agosto de 1863–Lisboa, 17 de octubre de 1947), fue una socialité, escritora y deportista francesa destacada en la vida parisina y miembro de la prominente familia de banqueros Rothschild.

## Biografía
Su período creativo más importante como escritora fue de 1902 a 1907, cuando colaboraba en historias y poemas con su compañera sentimental Renée Vivien.
Junto con Camille du Gast y Anne de Rochechouart de Mortemart, Hélène van Zuylen fue parte del trío de francesas pioneras en el automovilismo de la "Belle Époque". Compitió en la prueba París–Ámsterdam–París de 1898 usando el seudónimo de Snail (en inglés, caracol), siendo así la primera mujer en competir en una prueba internacional de automovilismo.
Hija única de Salomon James de Rothschild, fue desheredada por casarse con un católico, el barón Etienne van Zuylen, de la vieja familia holandesa Van Zuylen van Nievelt. Por ello, su madre legó el hogar de su niñez, el Hotel Salomon de Rothschild, al gobierno francés. Su trabajo exhaustivo en la remodelación de la casa ancestral de van Zuylen, cerca de Utrecht, permitió que la misma se convirtiera en uno de los castillos góticos más destacados de Holanda.
Fue apodada La Brioche (en francés, el bollo) y usó el seudónimo Snail (caracol) para las competencias automovilísticas mientras que su esposo, el barón Etienne van Zuylen, competía como Escargot (caracol, en francés). En las colaboraciones con Renée Vivien usó el nombre de pluma Paule Riversdale.

## Vida personal

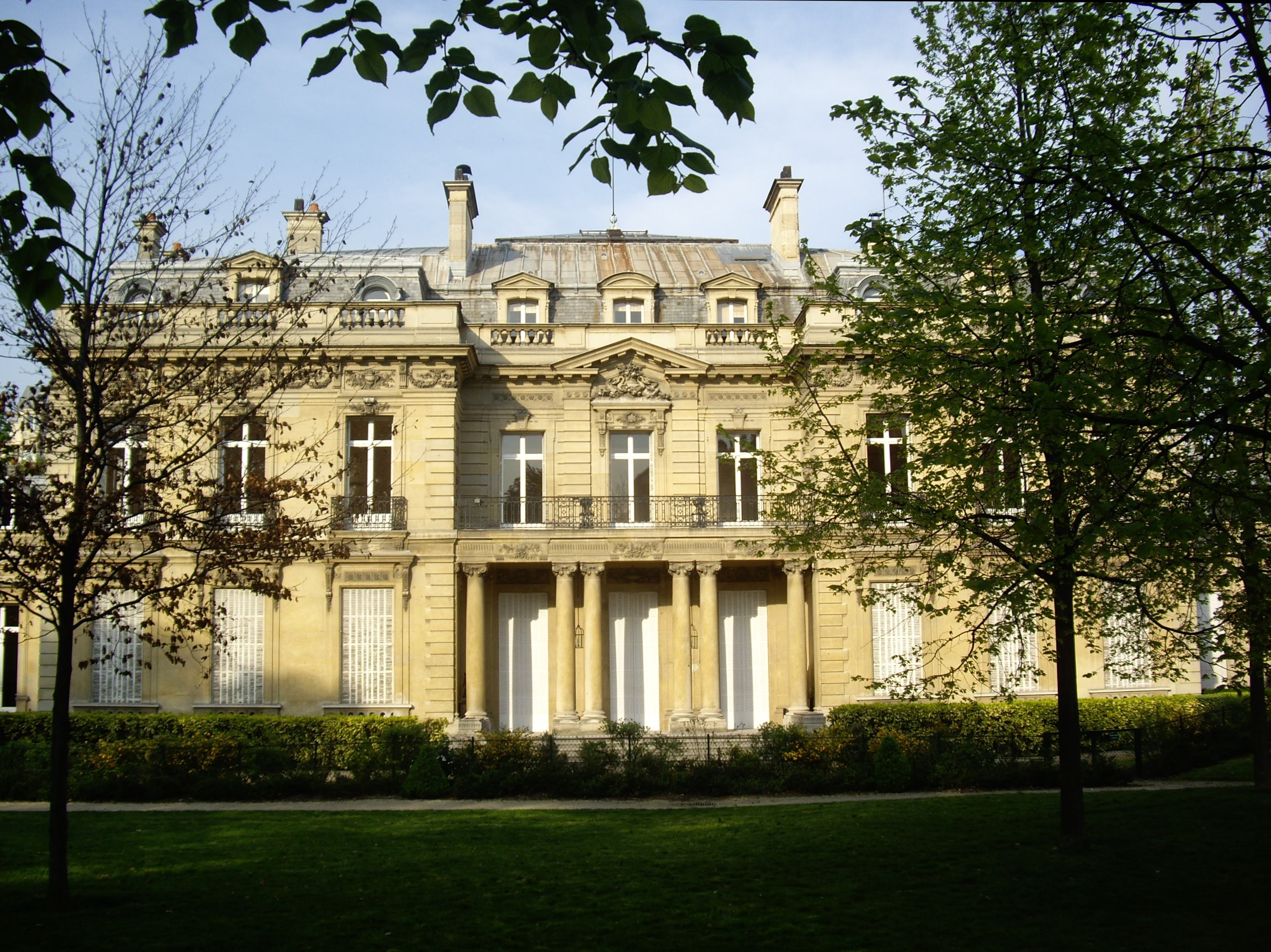
Hôtel Salomon de Rothschild, el hogar de Hélène de Rothschild durante su niñez.

Hélène Betty Louise Caroline de Rothschild era hija de Salomon James de Rothschild y Adèle Rothschild. Creció en el Hôtel Salomon de Rothschild, ubicado en el n.º 11 de la calle Berryer, distrito octavo, en pleno corazón de París, cerca del Faubourg Saint-Honoré.
El 16 de agosto de 1887 Hélène se casó con el barón Etienne van Zuylen (1860–1934), con quien tuvo dos hijos. Uno de ellos, el barón Egmont van Zuylen van Nyevelt (1890–1960), fue diplomático y hombre de negocios y padre de la socialité parisina Marie-Hélène de Rothschild.
En 1902 Zuylen, que era lesbiana, conoció a Renée Vivien, a la que proporcionó el apoyo y estabilidad emocional que ésta necesitaba. La posición social de Zuylen no permitió que la relación fuera pública, pero ella y Vivien viajaron frecuentemente y vivieron su relación discretamente durante varios años. En sus cartas a su confidente, el periodista francés Jean Charles-Brun, Vivien se consideraba a sí misma como esposa de la baronesa. Aunque publicaron obras elaboradas conjuntamente, la verdadera autoría de las mismas es incierta y se piensa que fueron escritas completamente por Vivien, incluyendo algunos libros publicados bajo el nombre de Zuylen. Muchas de las obras de Vivien fueron dedicadas a "H.L.C.B.", las iniciales de los primeros nombres de Zuylen (Hélène Betty Louise Caroline de Rothschild).
En 1907, Zuylen abandonó a Vivien por otra mujer, lo que dio pie a toda una serie de cotilleos en el ambiente lésbico de París.
La baronesa Hélène van Zuylen murió en Lisboa, Portugal, el 17 de octubre de 1947.

## Trayectoria como escritora
Hélène van Zuylen fue escritora entre 1902 y 1914; escribió poemas, cuentos, novelas y tres obras de teatro, muchos de ellos en colaboración con Renée Vivien:
Obras publicadas bajo el nombre de Paule Riversdale:
- 1903 – Échos et Reflets (Ecos y reflejos) – poesía
- 1903 – Vers L'Amour (Hacia el amor) – poesía
- 1904 – L'Etre Double (El ser doble) – novela
- 1904 – Netsuké – novela

Obras publicadas bajo el nombre Hélène de Zuylen de Nyevelt (algunas de ellas atribuidas parcialmente a Renée Vivien):
- 1904 – Effeuillements (Deshojes) – poesía
- 1905 – Copeaux (Copas) – colección de poemas en prosa, historias y obras teatrales
- 1905 – L'Impossible Sincérité (La sinceridad imposible) - obra teatral
- 1905 – Comédie dans un Jardin (Comedia en un jardín) – Obra teatral de un acto ejecutada en el Teatro del Club Francés de Automovilismo Théâtre de l'Automobile Club de France el 11 de diciembre de 1905.
- 1907 – Le Chemin du Souvenir (El camino del recuerdo) – obra teatral
- 1910 – L'Inoubliée (La no olvidada) – Serie de cuentos en homenaje a Renée Vivien.

Obras publicadas bajo el nombre de Hélène de Zuylen de Nyevelt (consideradas como trabajo individual):
- 1906 – La Mascarade Interrompue (La mascarada interrumpida) – obra teatral
- 1908 – Béryl – obra teatral
- 1912 – La Dernière étreinte (El último abrazo) – novela
- 1914 – L'Enjoleuse (El persuasor) – novela

## Automovilismo
El barón Etienne van Zuylen, su esposo, era el presidente del Club Automovilístico Francés (Automobile Club de France, A.C.F.), el principal organizador de la prueba París–Ámsterdam–París de 1898. Bajo el seudónimo de Snail, la baronesa van Zuylen completó exitosamente la misma, convirtiéndose así en la primera mujer en competir en una carrera internacional. La carrera se efectuó del 7 al 13 de julio en una recorrido de 1.431 km y fue ganada por Fernand Charron, quien condujo un Panhard-Levassor con un tiempo de 33 horas, 4 minutos y 34 segundos.  Esta carrera a veces es nombrada en retrospectiva como el 3.er Gran Premio del CAF (III Grand Prix de l'ACF).
En 1901 van Zuylen compitió en la carrera París-Berlín, pero tuvo que abandonarla por fallas técnicas en el primer día. La otra mujer participante entre 122 inscritos fue Camille du Gast, quien completó exitosamente el evento, partiendo de la última posición y terminando en el 33.º lugar.

## Castillo de Haar

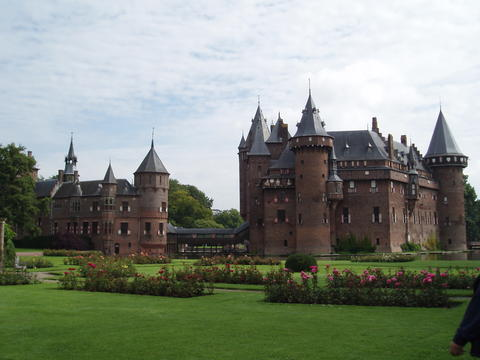
Castillo de Haar

Al contraer nupcias con el barón Etienne van Zuylen, el castillo de Haar, localizado cerca de Haarzuilens, en la provincia de Utrecht, en Holanda, se convirtió en su residencia oficial. El castillo pertenecía originalmente a la familia Haar y pasó a la familia Van Zuylen en 1440, cuando el último varón de los Haar murió sin herederos. El castillo cayó en desuso y abandono hasta que la baronesa usó el dinero de la familia Rothschild para reconstruirlo completamente en un estilo neogótico. Los edificios actuales, exceptuando la capilla, datan de 1892 y son obra del arquitecto holandés P. J. H. Cuypers.